# Los Guayos

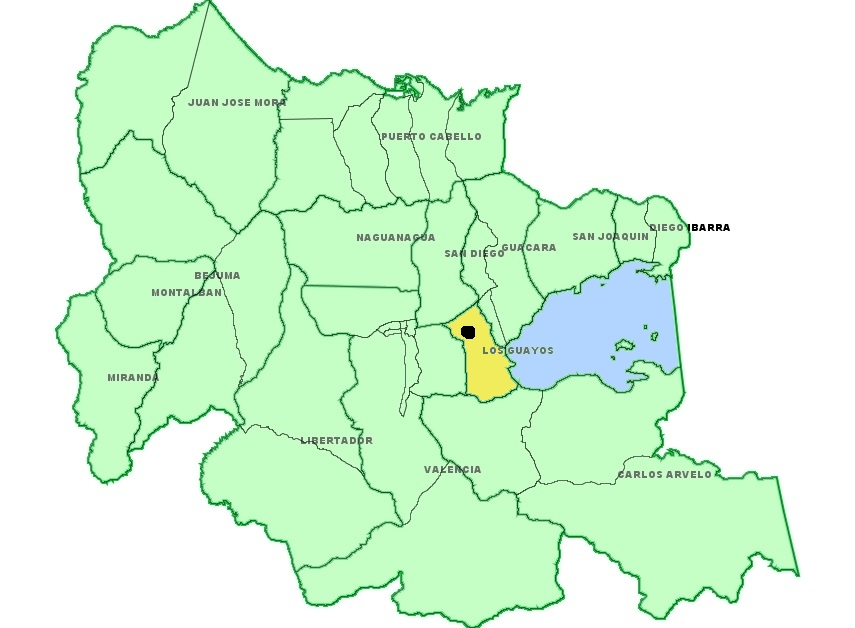
Los Guayos i Carabobo.

Los Guayos är en stad i delstaten Carabobo i norra Venezuela. Den hade 157 787 invånare år 2007 på en yta av 64 km². Los Guayos är belägen vid Valenciasjön strax öster om Valencia, och ingår i denna stads storstadsområde. 